# Jonas Hildebrandt
Jonas Hildebrandt (* 8. Dezember 1996 in Frankfurt (Oder)) ist ein deutscher Fußballtrainer und ehemaliger Fußballspieler.

## Spielerkarriere
Nach seinen Anfängen in der Jugend des Frankfurter FC Viktoria 91 und von Energie Cottbus wechselte er im Sommer 2013 in die Jugendabteilung von RB Leipzig. Nachdem er für die zweite Mannschaft der Leipziger ohne Einsatz geblieben war, wechselte er im Winter 2016 zum FSV Optik Rathenow in die Regionalliga Nordost. Bereits im darauffolgenden Sommer erfolgte sein Wechsel in Regionalliga West zur zweiten Mannschaft des 1. FC Köln. Nach zwei Saisons wechselte er im Sommer 2018 zum F.C. Hansa Rostock. Dort kam er auch zu seinem ersten Einsatz im Profibereich in der 3. Liga, als er am 3. August 2018, dem 2. Spieltag, beim 2:0-Heimsieg gegen Eintracht Braunschweig in der 78. Spielminute für Kai Bülow eingewechselt wurde.
Nach insgesamt 43 Spiele für Hansa Rostock (vier Tore) verließ Hildebrandt in der Winterpause 2019/20 den Verein und wechselte zu Rot-Weiss Essen in die Regionalliga. Dort wurde er in sechs Spielen der Rückrunde eingesetzt. In der Saison 2020/21 kam er nur auf zehn Einsätze, davon achtmal nach Einwechselung. Dabei gelang ihm kein Treffer.
Im Sommer 2021 wurde Hildebrandt von Energie Cottbus verpflichtet. Bereits in seiner ersten Spielzeit in der Regionalliga Nordost erwies er sich als Leistungsträger für die Mannschaft und wurde in 35 Partien eingesetzt. Ihm gelangen insgesamt sieben Tore.
Mit Ende der Saison 2023/24 beendete Hildebrandt seine Spielerkarriere.

## Trainerkarriere
Ab der Saison 2024/25 wird Hildebrandt den Trainerstab von Energie Cottbus als zweiter Co-Trainer verstärken.

## Erfolge
Hansa Rostock
- Landespokalsieger Mecklenburg-Vorpommern (1): 2019

Energie Cottbus
- Landespokalsieger Brandenburg (3): 2022, 2023, 2024
- Meister der Regionalliga Nordost (2): 2023, 2024